# Ансенийский договор
Ансенийский договор (фр. traité d'Ancenis) — договор, подписанный герцогом Бретани Франциском II и королём Франции Людовиком XI 10 сентября 1468 года. По нему герцог обязался разорвать союзные договора с герцогом Бургундии Карлом Смелым и королём Англии Эдуардом IV, а также присягнуть на верность Франции. Этот договор предвещает конец бретонской независимости, которая вступит в силу в 1532 году.

## История
Организованная герцогом Бретани, герцогом Бургундским и противниками короля Франции из числа крупных феодалов Лига общественного блага выступила против короля Людовика XI, после битвы при Монлери его вынудили в Конфлане отказаться от сюзеренных прав на герцогство Бретань, а герцог Франциск II получил небольшие территориальные приобретения.
Осенью 1467 года Людовик XI решил отомстить, отправив свои войска на разорение Бретани. 2 сентября 1468 года сеньор Пон-а-Муссон Николя Анжуйский осадил Ансени. Когда перемирие закончилось, гарнизон из примерно 1,5 тыс. солдат продержался всего несколько дней против 8 тыс. королевской армии, сдавшись 7 сентября 1468 года.
10 сентября Ансенский договор был заключён под эгидой папства и подписанный герцогом Лотарингии Жаном II и канцлером Бретани Гийомом Шовеном.
Франсуа II снова восстал в 1472 году. Его союзник по лиге герцог Берри и Гиени Карл II помирился с Людовиком и умер в 1472 году, герцог Алансона Жан II в конце концов присягнул на верность королю Франции в 1476 году. В противостоянии между Людовиком XI и герцогом Бургундским Карлом Смелым, Франсуа II вступил в союз с королем Англии Эдуардом IV на стороне последнего. Людовик XI по договору в Пикиньи в августе 1475 года окончил английский поход, затем Солёврским договором в сентябре положил конец войне с Бургундией. Не имея сил бороться в одиночку, Франсуа II подписал Санлисский договор в 1475 году.